# Krieg in Chinatown
Krieg in Chinatown (Originaltitel: China Girl) ist ein Filmdrama von Abel Ferrara aus dem Jahr 1987.

## Handlung
Tony, ein italienischer Junge, lebt in Little Italy. Er verliebt sich in Tye, die im benachbarten Stadtteil von Manhattan Chinatown wohnt. Als er mit Tye in einer Diskothek tanzt, kommt es zur Prügelei.
Tye wird von ihrem älteren Bruder zurechtgewiesen. Der Mann beschimpft die anwesende Freundin von Tye, die derer Seite nimmt. Tye sagt ihrem Bruder, sie befänden sich nicht in China.
Die älteren Brüder von Tony und Tye kämpfen gegeneinander in einem Bandenkrieg, nachdem ein chinesisches Restaurant im fremden Gebiet eröffnet wird. Mercury und Tsu Shin sind die Anführer der Gangs. Tonys Bruder Alby wird getötet.

## Kritiken
- „TimeOut“ schrieb, „Krieg in Chinatown“ sei eine kommerziell orientierte, harte, stilisierte und oft „schmerzhaft verkannte“ Verfilmung von „Romeo und Julia“. Ferrara nutze auf eine exzellente Art die authentischen Drehorte, sei aber unsicher bei der Führung der unerfahrenen Darsteller. Die größte Stärke des Drehbuchs sei, dass drei Generationen gezeigt würden. Der Film sei zu sentimental.[1]
- Janet Maslin verglich „Krieg in Chinatown“ in „The New York Times“ (Ausgabe vom 25. September 1987) mit der Serie „Miami Vice“. Der Film sei hoch stilisiert. Ferrara wisse nichts anderes mit den Schauspielern anzufangen als sie gegeneinander kämpfen zu lassen. Die stellenweise sichtbare Virtuosität könne nicht die „grundlegende Dummheit“ des Films ausgleichen.[2]
- Jonathan Rosenbaum lobte im „Chicago Reader“ die Kameraarbeit.[3]

## Auszeichnungen
Abel Ferrara wurde 1987 für den Kritikerpreis des Deauville Film Festivals nominiert.